# حارة القدايد (صنعاء)
حارة القدايد هي إحدى حارات حي الحي السياسي بمديرية الوحدة إحد مديريات العاصمة اليمنية صنعاء، بلغ تعداد سكانها 9157 نسمة حسب تعداد اليمن لعام 2004.